# Helmut Brückner (Heimatforscher)
Markus Helmut Brückner (* 12. November 1952 in Königswalde bei Annaberg-Buchholz) ist ein deutscher Heimatforscher, Kunsthandwerker, Maler und Buchautor.

## Leben
Brückner wurde 1952 in der erzgebirgischen Gemeinde Königswalde geboren und wuchs in Geyersdorf auf. Nach Besuch eines Mal- und Zeichenzirkels autodidaktische Beschäftigung mit Malerei und Grafik. In der Zeit als Theatermaler ab 1980 (1988 bis 2000 Malsaalvorstand im Eduard-von-Winterstein-Theater in Annaberg-Buchholz)., entwickelte er sich u. a. durch den Einfluss von Carlfriedrich Claus weiter in Richtung freier Malerei, begann sich mit Regionalgeschichte auseinanderzusetzen und zu schreiben.
Mit der Herstellung von Massefiguren, zum Beispiel zur Bestückung von Weihnachtskrippen und Weihnachtspyramiden, machte er sich mit der Firma FiguriLa 2000 selbstständig. In der Tradition von Friedrich Hermann Lahl und Paul Lahl, mit deren eingelagerten Arbeitsmitteln Brückners Vater Markus ab 1973 eine Kleinproduktion von Massefiguren begann, belebte Brückner diese kaum mehr bekannte Volkskunst neu. und betrieb sie bis 2018. Ab 1978 in Mildenau, lebt er seit 2018 in Annaberg-Buchholz.
Brückner betätigt sich als Heimatforscher vor allem für den Raum Annaberg-Buchholz und Geyersdorf. Mit Der Tod am Tor schuf er 2014 ein Mosaik über die Lebens- und Schaffensbedingungen im Erzgebirge des 17. Jahrhunderts anhand von Recherchen über den Raum Annaberg-Buchholz und dessen heutigen Ortsteil Geyersdorf. Dabei setzte er die Annaberger Trinitatiskirche mit dem früher angeschlossenen Hospital in den Mittelpunkt seiner Betrachtungen. In dem Buch Die vergessene Stadt befasste sich Brückner 2018 mit den früheren städtischen Privilegien des Dorfs Geyersdorf. Für sein sechsbändiges Werk Dorfgemeinschaft, in der er in Form eines Ortsfamilienbuchs die Einwohnerschaft von Geyersdorf rekonstruierte, wurde Brückner mit dem 1. Preis beim Sächsischen Landespreis für Heimatforschung 2019 geehrt. Mit dem Titel Wallfahrt zum Volksfest legte er 2020 eine Aufarbeitung der Geschichte der Annaberger Kät als eines der ältesten und größten Volksfeste Sachsens vor.
Seit 2020 nehmen im Schaffen von Brückner (unter dem Pseudonym M. H. Brueckner) zunehmend belletristische Arbeiten größeren Raum ein.
Malereien und Zeichnungen von Brückner befinden sich in der Sammlung Erzgebirgische Landschaftskunst.
Für die unveröffentlichte Erzählung "Brief in der Jacke" zählte er 2025 zu den Hauptpreisträgern des "Kammweg" - Literaturpreises (Kulturraum Mittleres Erzgebirge).

## Schriften

### Sachbücher
- Der Tod am Tor. Ein barockes Jahrhundertmosaik aus dem oberen Erzgebirge. Brückner, Mildenau 2014, ISBN 978-3-00-047278-7, überarbeitete Neuauflage Tredition Verlag Ahrensburg 2024, ISBN 978-3-384-14696-0.
- Die vergessene Stadt. Die städtischen Privilegien des „merkwürdigen“ Ortes Geyersdorf im Verlauf von drei Jahrhunderten. geyermichel, Annaberg-Buchholz 2018, DNB 116094976X.
- Dorfgemeinschaft. Versuch der Rekonstruktion einer Gesamtbevölkerung von der Mitte des 16. Jahrhunderts bis zum Beginn der Industrialisierung Mitte des 19. Jahrhunderts am Beispiel der „merkwürdigen“ Ortschaft Geyersdorf im Erzgebirge. Brückner, Annaberg-Buchholz 2018–2019, DNB 1182580408.
- Wallfahrt zum Volksfest. Die lange Geschichte der „Annaberger Kät“. Telescope Verlag, Mildenau 2020, ISBN 978-3-95915-064-4.
- Lahl-Figuren. Ein Museum für die (fast) vergessene Seite erzgebirgischen Kunsthandwerks. Telescope Verlag, Mildenau 2022, ISBN 978-3-95915-132-0.
- Wir Geyersdorfer. Ein Streifzug durch die Geschichte des "merkwürdigen" Dorfes am Pöhlberg. Tredition Verlag Ahrensburg, 2024, ISBN 978-3-384-22601-3.

### Belletristik
- Im Blauen Haus oder bevor die Welt zu Kugel wurde. Telescope Verlag, Mildenau 2022, ISBN 978-3-95915-092-7.
- Glut in Frösten. Erinnerungsbögen aus vergessenen Provinzen. Telescope Verlag, Mildenau 2022, ISBN 978-3-95915-097-2.